# Уряд Японії
Кабінет міністрів Японії (яп. 内閣, ないかく, найкаку — «кабінет») — вищий орган виконавчої влади Японії.

## Діяльність

### Конституційні повноваження
Кабінет Міністрів є підзвітним Парламенту Японії, найвищому органу державної влади в країні (Конституція. Стаття 66). Парламент має право висловлювати недовіру Кабінету, автоматично відсилаючи усіх його членів у відставку (Конституція. Стаття 70).
Згідно з діючою Конституцією, Кабінет Міністрів виконує наступні функції:
1. втілює закони у життя і веде загальний нагляд за державними справами (Стаття 73);
2. проводить зовнішню політику Японії (Стаття 73);
3. укладає договори за ратифікації їх Парламентом (Стаття 73);
4. керує і наглядає за функціями посадовців (Стаття 73);
5. складає бюджет і подає його на розгляд Парламенту (Стаття 73);
6. видає урядові накази для виконання положень Конституції та законів (Стаття 73);
7. затверджує амністії, помилування, пом'якшення покарання, звільнення від виконання вироку та відновлення прав (Стаття 73);
8. номінує Голову Верховного Суду Японії на затвердження Імператорові (Стаття 6. Абзац 2);
9. здійснює поради і затверджує церемоніальні дії Імператора, які не стосуються державного управління (Стаття 7)[4];
10. призначає суддів Верховного суду Японії та судів нижчих рівнів (Стаття 79. Абзац 1; Стаття 80. Абзац 1).[5]

## Структура
Кабінет міністрів Японії складається не менш як з 14, а в особливих випадках — з 17 міністрів, які очолюють відповідні міністерства (Закон про Кабмін. Стаття 2). Їх призначає і звільняє голова Кабінету міністрів — прем'єр-міністр Японії, а затверджує призначення — імператор Японії. Кожен міністр повинен бути цивільною особою. Більше половини членів Кабінету повинні обиратися з депутатів парламенту Японії (Конституція. Стаття 66, 68). До складу Кабінету міністрів входить Секретаріат Кабінету міністрів Японії — відомство, що виконує функції радника і речника прем'єр-міністра.

## Голова уряду

Емблема Прем'єр-міністра Японії — золота павловнія на синьому тлі, також символ Кабінету міністрів Японії

- Прем'єр-міністр — Ісіба Сіґеру (англ. Ishiba sigeru).
- Віцепрем'єр-міністр — вакансія.

## Кабінет міністрів
Склад чинного уряду подано станом на 5 серпня 2016 року.
| Логотип | Міністерство                                                                        | Міністр                              | Фото | Час на посаді | Час на посаді | Партія | Партія | Вебсайт |
| ------- | ----------------------------------------------------------------------------------- | ------------------------------------ | ---- | ------------- | ------------- | ------ | ------ | ------- |
|         | Міністр кабінету міністрів Японії                                                   | Йошихіде Суга (Yoshihide Suga)       |      |               |               |        |        |         |
|         | Міністерство відповідальності за аварію на Фукусімі                                 | Масахіро Імамура (Masahiro Imamura)  |      |               |               |        |        |         |
|         | Міністерство у справах Олімпіади і Паралімпіади в Токіо                             | Тамайо Марукава (Tamayo Marukawa)    |      |               |               |        |        |         |
|         | Міністерство у справах адміністративної реформи                                     | Козо Ямамото (Kozo Yamamoto)         |      |               |               |        |        |         |
|         | Міністерство у справах економічного пожвавлення                                     | Нобутеру Ішихара (Nobuteru Ishihara) |      |               |               |        |        |         |
|         | Міністерство у справах загальної реформи, соціальної безпеки і податків             | Нобутеру Ішихара (Nobuteru Ishihara) |      |               |               |        |        |         |
|         | Міністерство у справах перебудови освіти                                            | Хіроказу Мацуно (Hirokazu Matsuno)   |      |               |               |        |        |         |
|         | Міністерство у справах подолання депопуляції та підживлення регіональних економік   | Козо Ямамото (Kozo Yamamoto)         |      |               |               |        |        |         |
|         | Міністерство у справах подолання дефляції ієни                                      | Таро Асо (Taro Aso)                  |      |               |               |        |        |         |
|         | Міністерство у справах політики обігу води                                          | Кеїчі Ішиї (Keiichi Ishii)           |      |               |               |        |        |         |
|         | Міністерство у справах проблеми викрадень                                           | Кацунобу Като (Katsunobu Kato)       |      |               |               |        |        |         |
|         | Міністерство у справах промислової конкурентоспроможності                           | Хірошиге Секо (Hiroshige Seko)       |      |               |               |        |        |         |
|         | Міністерство у справах підсилення ролі жінок                                        | Кацунобу Като (Katsunobu Kato)       |      |               |               |        |        |         |
|         | Міністерство у справах реакції на економічний вплив аварії на Фукусимі              | Хірошиге Секо (Hiroshige Seko)       |      |               |               |        |        |         |
|         | Міністерство у справах реформи державної служби                                     | Козо Ямамото (Kozo Yamamoto)         |      |               |               |        |        |         |
|         | Міністерство у справах реформи робочих практик                                      | Кацунобу Като (Katsunobu Kato)       |      |               |               |        |        |         |
|         | Міністерство у справах розбудови національної стійкості                             | Юн Мацумото (Jun Matsumoto)          |      |               |               |        |        |         |
|         | Міністерство у справах розбудови суспільства де 100 мільйонів можуть бути активними | Кацунобу Като (Katsunobu Kato)       |      |               |               |        |        |         |
|         | Міністерство у справах скорочення американських військових баз на Окінаві           | Йошиніде Суга (Yoshihide Suga)       |      |               |               |        |        |         |
|         | Міністерство у справах стратегії «Крута Японія»                                     | Йосуке Цурухо (Yosuke Tsuruho)       |      |               |               |        |        |         |
|         | Міністерство у справах ініціативи «Новий виклик»                                    | Кацунобу Като (Katsunobu Kato)       |      |               |               |        |        |         |
|         | Міністерство внутрішніх справ і комунікації                                         | Санає Такаїчі (Sanae Takaichi)       |      |               |               |        |        |         |
|         | Міністерство екології                                                               | Коїчі Ямамото (Koichi Yamamoto)      |      |               |               |        |        |         |
|         | Міністерство економіки, торгівлі та промисловості                                   | Хірошиге Секо (Hiroshige Seko)       |      |               |               |        |        |         |
|         | Міністерство земель, інфраструктури, транспорту і туризму                           | Кеїчі Ішії (Keiichi Ishii)           |      |               |               |        |        |         |
|         | Міністерство закордонних справ                                                      | Фуміо Кішида (Fumio Kishida)         |      |               |               |        |        |         |
|         | Міністерство оборони                                                                | Томомі Інада (Tomomi Inada)          |      |               |               |        |        |         |
|         | Міністерство освіти, культури, спорту, науки і технологій                           | Хіроказу Мацуно (Hirokazu Matsuno)   |      |               |               |        |        |         |
|         | Міністерство охорони здоров'я, праці та соціального забезпечення                    | Ясухіса Шіозакі (Yasuhisa Shiozaki)  |      |               |               |        |        |         |
|         | Міністерство політики у справах інформаційних технологій                            | Йосуке Цурухо (Yosuke Tsuruho)       |      |               |               |        |        |         |
|         | Міністерство реконструкції                                                          | Масахіро Імамура (Masahiro Imamura)  |      |               |               |        |        |         |
|         | Міністерство сільського, лісового і рибного господарств                             | Юдзі Ямамото (Yuji Yamamoto)         |      |               |               |        |        |         |
|         | Міністерство у справах океанської і територіальної політики                         | Юн Мацумото (Jun Matsumoto)          |      |               |               |        |        |         |
|         | Міністерство фінансів                                                               | Таро Асо (Taro Aso)                  |      |               |               |        |        |         |
|         | Міністерство юстиції                                                                | Кацутоші Канеда (Katsutoshi Kaneda)  |      |               |               |        |        |         |

## Будівля

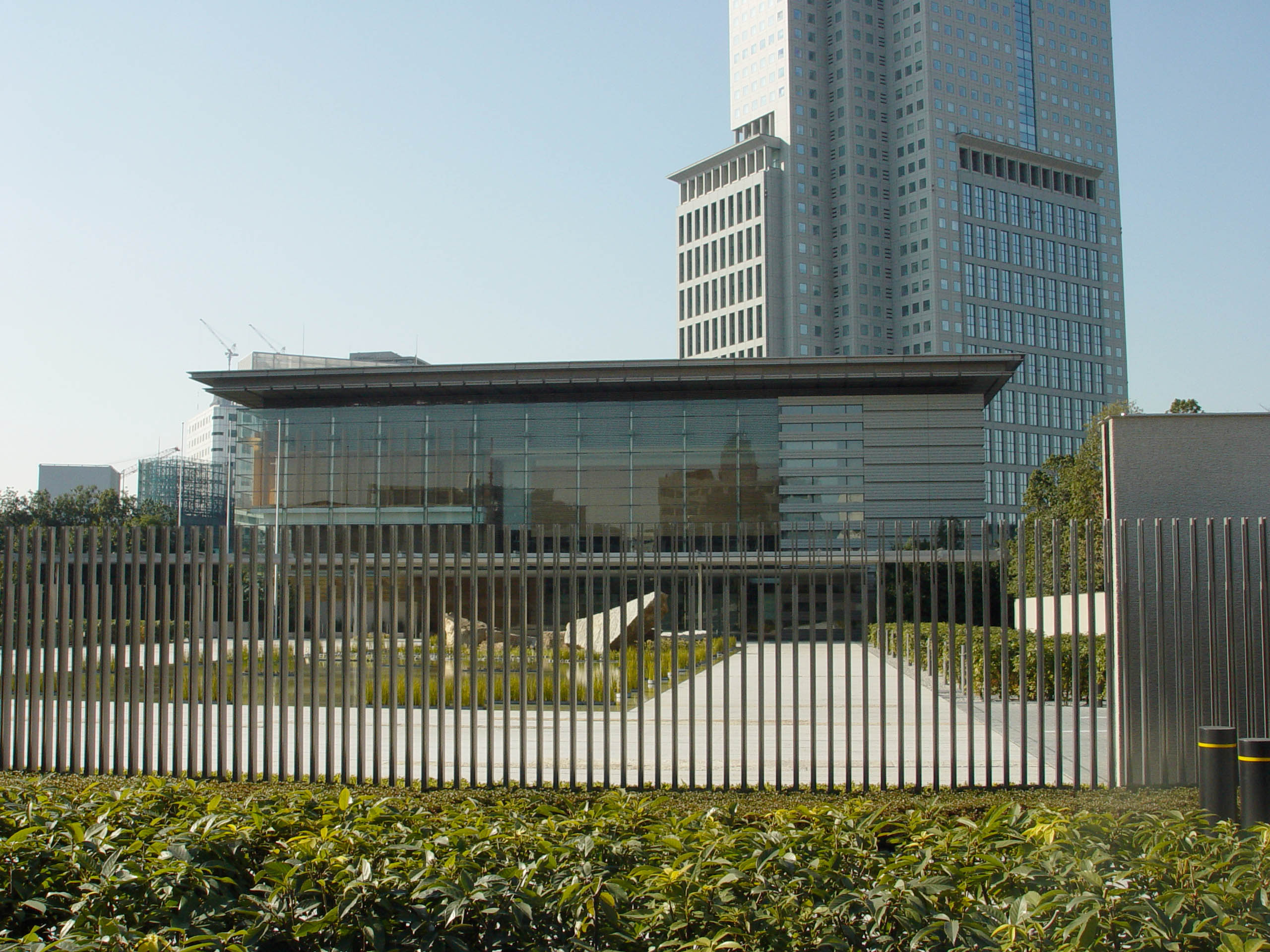
Урядова резиденція прем'єр-міністра Японії

### Державні міністри
| Логотип | Міністерство | Міністр                              | Фото | Час на посаді | Час на посаді | Партія | Партія | Вебсайт |
| ------- | --- | ------------------------------------ | ---- | ------------- | ------------- | ------ | ------ | ------- |
|         | Державний міністр Японії з гендерної рівності                                                                      | Кацунобу Като (Katsunobu Kato)       |      |               |               |        |        |         |
|         | Державний міністр Японії з готовності до радіаційних надзвичайних ситуацій                                         | Коїчі Ямамото (Koichi Yamamoto)      |      |               |               |        |        |         |
|         | Державний міністр Японії з економічної і податкової політики                                                       | Нобутеру Ішихара (Nobuteru Ishihara) |      |               |               |        |        |         |
|         | Державний міністр Японії з надзвичайних ситуацій                                                                   | Юн Мацумото (Jun Matsumoto)          |      |               |               |        |        |         |
|         | Державний міністр Японії з регуляторної реформи                                                                    | Козо Ямамото (Kozo Yamamoto)         |      |               |               |        |        |         |
|         | Державний міністр Японії із заходів у справі зниження народжуваності                                               | Кацунобу Като (Katsunobu Kato)       |      |               |               |        |        |         |
|         | Державний міністр Японії космічної політики                                                                        | Йосуке Цурухо (Yosuke Tsuruho)       |      |               |               |        |        |         |
|         | Державний міністр Японії науки і технологічної політики                                                            | Йосуке Цурухо (Yosuke Tsuruho)       |      |               |               |        |        |         |
|         | Державний міністр Японії з соціальної безпеки і податків                                                           | Санає Такаїчі (Sanae Takaichi)       |      |               |               |        |        |         |
|         | Державний міністр Японії у справах Окінави і Північних територій                                                   | Йосуке Цурухо (Yosuke Tsuruho)       |      |               |               |        |        |         |
|         | Державний міністр Японії у справах споживачів та продовольчої безпеки                                              | Юн Мацумото (Jun Matsumoto)          |      |               |               |        |        |         |
|         | Державний міністр Японії у справі компенсацій, відшкодувань та виведення з експлуатації атомної станції у Фукусимі | Хірошиге Секо (Hiroshige Seko)       |      |               |               |        |        |         |
|         | Державний міністр Японії з фінансових служб                                                                        | Таро Асо (Taro Aso)                  |      |               |               |        |        |         |
|         | Державний міністр Японії з інтелектуальної власності                                                               | Йосуке Цурухо (Yosuke Tsuruho)       |      |               |               |        |        |         |

## Історія

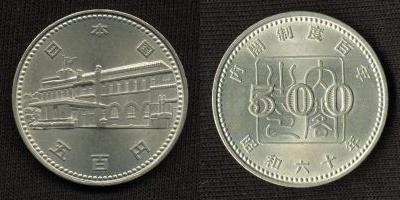
Пам'ятна монета з білої міді з нагоди 100-річчя заснування Кабінету Міністрів Японії.

Кабінет міністрів Японії було засновано 1885 року і затверджено Конституцією Великої Японської імперії та імператорським рескриптом № 135 Про урядову систему Кабінету Міністрів 1889 року. Згідно з цими постановами повнота виконавчої влади належала Імператорові, який мав право формувати і переформовувати Кабінет Міністрів та призначав Прем'єр-міністра Японії, голову над іншими міністрами.
Після поразки Японії у Другій світовій війні була прийнята нова Конституція Японії 1947 року, яка позбавила японського монарха впливу на державне управління і передала функції виконавчої влади Кабінету Міністрів Японії на чолі з Прем'єр-міністром. Статус та повноваження Кабінету були уточнені Законом про Кабінет Міністрів 1947 року. Юридичні норми, визначені у цих двох документах, є чинними по сьогодні.